# Yawata
Yawata (八幡市, Yawata-shi) is een stad in de prefectuur Kioto, Japan. Begin 2014 telde de stad 73.402 inwoners. Yawata maakt deel uit van de metropool Groot-Osaka.

## Geschiedenis
Op 1 november 1977 werd Yawata benoemd tot stad (shi).

## Partnersteden
- Milan, Verenigde Staten

Steden:
Ayabe · Fukuchiyama · Joyo · Kameoka · Kizugawa · Kyotanabe · Kyotango · Kyoto (hoofdstad) · Maizuru  · Miyazu · Muko · Nagaokakyo · Nantan · Uji · Yawata

Districten:
Funai · Kuse · Otokuni · Souraku · Tsuzuki · Yosa
Gemeenten per district